# Laal
Le laal est une langue isolée parlée au Tchad.

## Lexique
Liste Swadesh selon Lionnet:
| num | français    | laal (sg. / pl.)                                                  | remarques |
| --- | ----------- | ----------------------------------------------------------------- | --- |
| 1   | tout        | ?                                                                 | |
| 2   | cendres     | ɓuː / -                                                           | |
| 3   | écorce      | bəri / -; bɨ̀gál / bugu                                            | dos, écorce, coquille; écorce, peau, croûte |
| 4   | ventre      | jìnán / -                                                         | |
| 5   | gros        | guda / -; guda / gùdùg; gúrsàm; kàdàl / kɨ̀dɨ̀l; pɨ́ːl / pɨ́ːl        | grandeur, grosseur; être gros, grand, gras; gros, gras (verbe ?); enfler, grossir de façon anormale (partie du corps); gonfler, grossir, augmenter de volume                           |
| 6   | oiseau      | ndíː / ndírmá                                                     | |
| 7   | mordre      | cag / cɨg                                                         | |
| 8   | noir        | ʔìːr / ʔìːrɨ̀m; ʔiːrɨr / -                                         | être noir; noirceur (qualité, état) |
| 9   | sang        | suna / -                                                          | |
| 10  | os          | kòːg / kuagmi                                                     | os, arête, épine |
| 11  | sein        | tàwál / tə̀wí                                                      | |
| 12  | brûler      | ɲuág / ɲóg                                                        | brûler, attacher, cramer ; laisser brûler, attacher |
| 13  | nuage       | gobər / -                                                         | |
| 14  | froid       | mar / -; ɲùg / ɲùg; súːl / súːl                                   | (le) froid; être frais, froid, glacé, sucré; être/rendre doux, frais, froid, faible, agréable, tendre, vert (végétal)                                                                  |
| 15  | venir       | ɲíní / ɲíní                                                       | |
| 16  | mourir      | mé / míwì                                                         | |
| 17  | chien       | ɓiaːg / ɓiːgaɲ                                                    | |
| 18  | boire       | sɨr / sɨr                                                         | boire, fumer |
| 19  | sec         | míːn / míːn                                                       | sécher, être sec, devenir sec ; sécher, rendre sec (du soleil) |
| 20  | oreille     | sɨ̀gál / sɨ̀gɨ́y                                                     | oreille ; feuille (d'arbre) |
| 21  | manger      | kaw / kɨw; ɲag / ɲɨg; guru / guru; cíd / cíd                      | manger (la boule avec la sauce); manger (autre chose que boule ou sauce); manger (de la bouillie); manger la "boule" sans sauce                                                        |
| 22  | œuf         | tùmál / tumu                                                      | |
| 23  | œil         | mɨla / mɨní                                                       | œil ; fruit, graine, noyau |
| 24  | gras        | guda / gùdùg; gúrsàm; tìːrì / tìːrì; kàːsì / -                    | être gros, grand, gras; gros, gras (verbe ?); être gras, graisseux (viande); graisse animale                                                                                           |
| 25  | plume       | gǒm / -                                                           | plume, plumage |
| 26  | feu         |                                                                   | |
| 27  | poisson     | taː / tɨgər ~ tɨ̀grí                                               | |
| 28  | pou, puce   | ngɨ́rsà / -                                                        | |
| 29  | voler       | ?                                                                 | |
| 30  | jambe, pied | (kúr-) / kúrí                                                     | pied, jambe, patte, membre inférieur |
| 31  | plein       | boɲ / bùɲ; bòɲ- / bùɲ-                                            | être plein, rempli; remplir (contenant ou contenu) |
| 32  | donner      | ká / kí                                                           | |
| 33  | aller       | ɲún / ɲúnì; ɲuáː / ɲuáː ~ ɲóː                                     | aller, marcher, s'en aller, partir (centrifuge ou neutre ?); partir de, aller (vers) en s'éloignant du point de référence (centrifuge) ; faire partir (de), éloigner (de) (centrifuge) |
| 34  | bon         | jàw / jàw                                                         | être bon, droit, juste, gentil (au sens moral, pour un homme) |
| 35  | terre       | yùgòr / yuàgrà                                                    | sol, terre |
| 36  | cheveu      | ʔúm / -                                                           | poil(s), cheveux, plume |
| 37  | bras, main  | tɨ́m / tɨ́mí                                                        | main, bras, membre antérieur |
| 38  | tete        | ɓàgál / ɓùgór ~ ɓɨ̀gə́y                                             | tête, sommet |
| 39  | entendre    | yira / yira                                                       | percevoir, entendre, écouter, comprendre ; connaître, savoir |
| 40  | cœur        | ngán.màndà / -                                                    | litt. / enfants.filles |
| 41  | corne       | sàwál / sə̀wí                                                      | |
| 42  | chaud       | niːr / niːr                                                       | être chaud, chauffer ; faire chauffer, réchauffer |
| 43  | je, moi     | já (m.) / jí (f.)                                                 | |
| 44  | tuer        | se / se                                                           | |
| 45  | genou       | rúːm / -                                                          | |
| 46  | savoir      | yira / yira                                                       | percevoir, entendre, écouter, comprendre ; connaître, savoir |
| 47  | feuille     | buǎl / bo; sɨ̀gál / sɨ̀gɨ́y                                          | feuille ; argent, monnaie; oreille ; feuille (d'arbre) |
| 48  | être couché | tɨn / tɨ̀nì                                                        | |
| 49  | petit       | láː / dìːw; lur / lura; (nàr-) / yɨgər; (nɨ̀r-) / yɨgər; ɲǎɲ / ɲǎɲ | être petit, jeune; être petit, court; fils, enfant mâle, petit de; fille, enfant femelle, petit de sexe féminin; être peu, être en petite quantité                                     |
| 50  | foie        | miːw / miːw                                                       | foie, abats, entrailles |
| 51  | long        | doŋ / dùŋ; ɓag / ɓag; ʔàw / ʔàw                                   | être grand, long, haut; être loin, éloigné |
| 52  | homme       | naːra / wura                                                      | homme (vir), mâle |
| 53  | beaucoup    | ban / ban; wáŋ; ƴágár                                             | être nombreux, beaucoup, dense, important; (Adv. ?) nombreux, beaucoup; (Adv. ?) très, beaucoup                                                                                        |
| 54  | viande      | mèrɨ̀m / mirma                                                     | animal, gibier, viande, chair |
| 55  | lune        | pèːwí / -                                                         | lune, mois |
| 56  | colline     | kúdál (~ kútál) / kúdúl; túmtúl / -; tuǎːl / tǔː                  | pierre, rocher, colline; termitière "champignon"; termitière "cathédrale" |
| 57  | bouche      | yəwəl / -                                                         | bouche, bec ; orifice, bord, extrémité… ; langue parlée |
| 58  | ongle       | káːw / kə́ːw                                                       | ongle, griffe ; doigt, orteil |
| 59  | nom         | meːl / -                                                          | |
| 60  | cou         | meːgəl / -                                                        | |
| 61  | nouveau     | niaːr / nèːr                                                      | être neuf, nouveau |
| 62  | nuit        | ʔèːnə́n / ?                                                        | (Vi ? (aussi N ?)) faire nuit (?) |
| 63  | négation    | wó; jò / jò                                                       | ne pas être, ne pas exister, être absent |
| 64  | nez         | pən / -                                                           | |
| 65  | un          | ɓɨ̀dɨ́l                                                             | |
| 66  | personne    | no / muǎŋ                                                         | personne humaine, individu, gens |
| 67  | pluie       | raːg / rə̀ːgú                                                      | ciel, cieux, divinité céleste, Dieu ; pluie |
| 68  | rouge       | mialag / mǜlùg                                                    | être rouge |
| 69  | chemin      | mian / -                                                          | |
| 70  | racine      | ɲaːrar / ɲeːri                                                    | tendon, muscle ; veine, artère ; racine |
| 71  | rond        | ngògùm / ngògùm                                                   | être courbé, cambré, arrondi (dans un seul sens) |
| 72  | sable       | tɨ́lá / tílù                                                       | |
| 73  | dire        | ɓɨ́lá / ɓɨ́lá; tə́bí / tə́bí                                          | parler, dire; dire, raconter, réciter |
| 74  | voir        | kú / kú                                                           | voir, regarder |
| 75  | graine      | mɨla / mɨ́ní; rùːrár / -                                           | œil ; fruit, graine, noyau; semence (dérivé du verbe "semer") |
| 76  | s'asseoir   | ʔɨ́ɲ / ʔɨ́ɲì                                                        | être, rester, demeurer, être assis, durer |
| 77  | peau        | saːm / sóːmó; bɨ̀gál / bugu                                        | peau, cuir, vêtement de peau; écorce, peau, croûte |
| 78  | dormir      | tɨ̀n mur                                                           | litt. /être couché/sommeil |
| 79  | fumée       | mǔn / -                                                           | |
| 80  | être debout | sag / sɨ̀gɨ̀y                                                       | se mettre debout, se tenir debout, s'arrêter |
| 81  | etoile      | miârǎr ~ miárar / mêːr                                            | |
| 82  | pierre      | kúdál (~ kútál) / kúdúl                                           | pierre, rocher, colline |
| 83  | soleil      | mɨ̀gə̀r / -                                                         | soleil, clarté du jour, jour |
| 84  | nager       | lɨ̀bár / lɨ̀bár                                                     | nager, aller sous l'eau |
| 85  | queue       | tɨm / -                                                           | |
| 86  | dém loin    | ɗaŋ                                                               | |
| 87  | dém proche  | nùŋú                                                              | |
| 88  | langue      | mal / mə̀lí                                                        | |
| 89  | dent        | yàmál / yèmí                                                      | |
| 90  | arbre       | miàdál / miàr ~ miariɲ                                            | arbre, bois de chauffe ("fagot") |
| 91  | deux        | ʔisi                                                              | |
| 92  | marcher     | ɲún / ɲúnì                                                        | aller, marcher, s'en aller, partir (centrifuge ou neutre ?) |
| 93  | eau         | su / sùgá                                                         | |
| 94  | nous        | ʔùrú (excl.); ʔǎŋ (incl.)                                         | |
| 95  | quoi ?      | yé ~ yə́                                                           | |
| 96  | blanc       | paː / hòː                                                         | être blanc |
| 97  | qui ?       | jè                                                                | |
| 98  | femme       | niːni / yinan                                                     | femme, épouse, femelle |
| 99  | tu          | ʔò                                                                | |
| 100 | vous        | ʔùn                                                               | |